# Henryk Gronowski

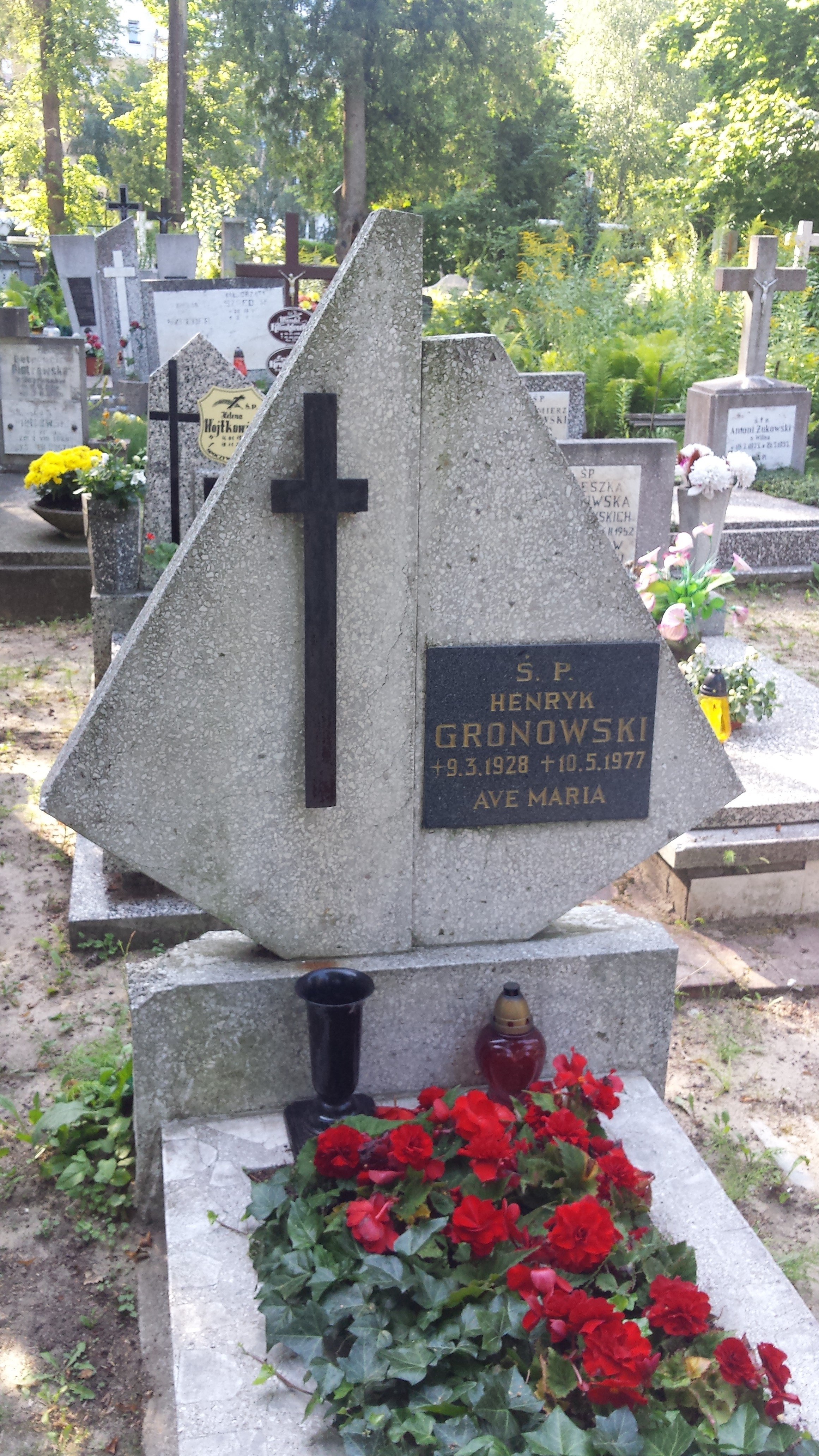
Grób Henryka Gronowskiego na cmentarzu Oliwskim

Henryk Teodor Gronowski (ur. 9 marca 1928 w Gliwicach pod nazwiskiem Gruner, zm. 10 maja 1977 w Warszawie) – polski piłkarz.
W okresie od 1948 do 1969 był piłkarzem Lechii Gdańsk z przerwą na grę w Australii.
Został pochowany na cmentarzu Oliwskim w Gdańsku.

## Reprezentacja Polski
| lp. | Data       | Miejsce          | Przeciwnik | Rezultat | Rozgrywki   | Grał | Uwagi |
| --- | ---------- | ---------------- | ---------- | -------- | ----------- | ---- | ----- |
| 1.  | 03.11.1957 | Warszawa, Polska | Finlandia  | 4:0      | el. MŚ 1958 | 90′  |       |